# Rubus prosper
Rubus prosper är en rosväxtart som beskrevs av Liberty Hyde Bailey. Rubus prosper ingår i släktet rubusar, och familjen rosväxter. Utöver nominatformen finns också underarten R. p. cordifrons.